# Крива (приток Улеймы)
Крива — река в России, протекает в Ярославской области. Устье реки находится в 56 км по левому берегу реки Улейма. Длина реки — 13 км, площадь водосборного бассейна — 46,6 км².

## Данные водного реестра
По данным государственного водного реестра России относится к Верхневолжскому бассейновому округу, водохозяйственный участок реки — Волга от Угличского гидроузла до начала Рыбинского водохранилища, речной подбассейн реки — бассейны притоков (Верхней) Волги до Рыбинского водохранилища. Речной бассейн реки — (Верхняя) Волга до Куйбышевского водохранилища (без бассейна Оки).
Код объекта в государственном водном реестре — 08010100912110000004628.